# Weingarten, Ravensburg
Weingarten là một xã ở huyện Ravensburg ở bang Baden-Württemberg thuộc nước Đức. Đô thị này có diện tích 12,17 km², dân số thời điểm 31 tháng 12 năm 2020 là 25.158 người.